# Pete Philly and Perquisite

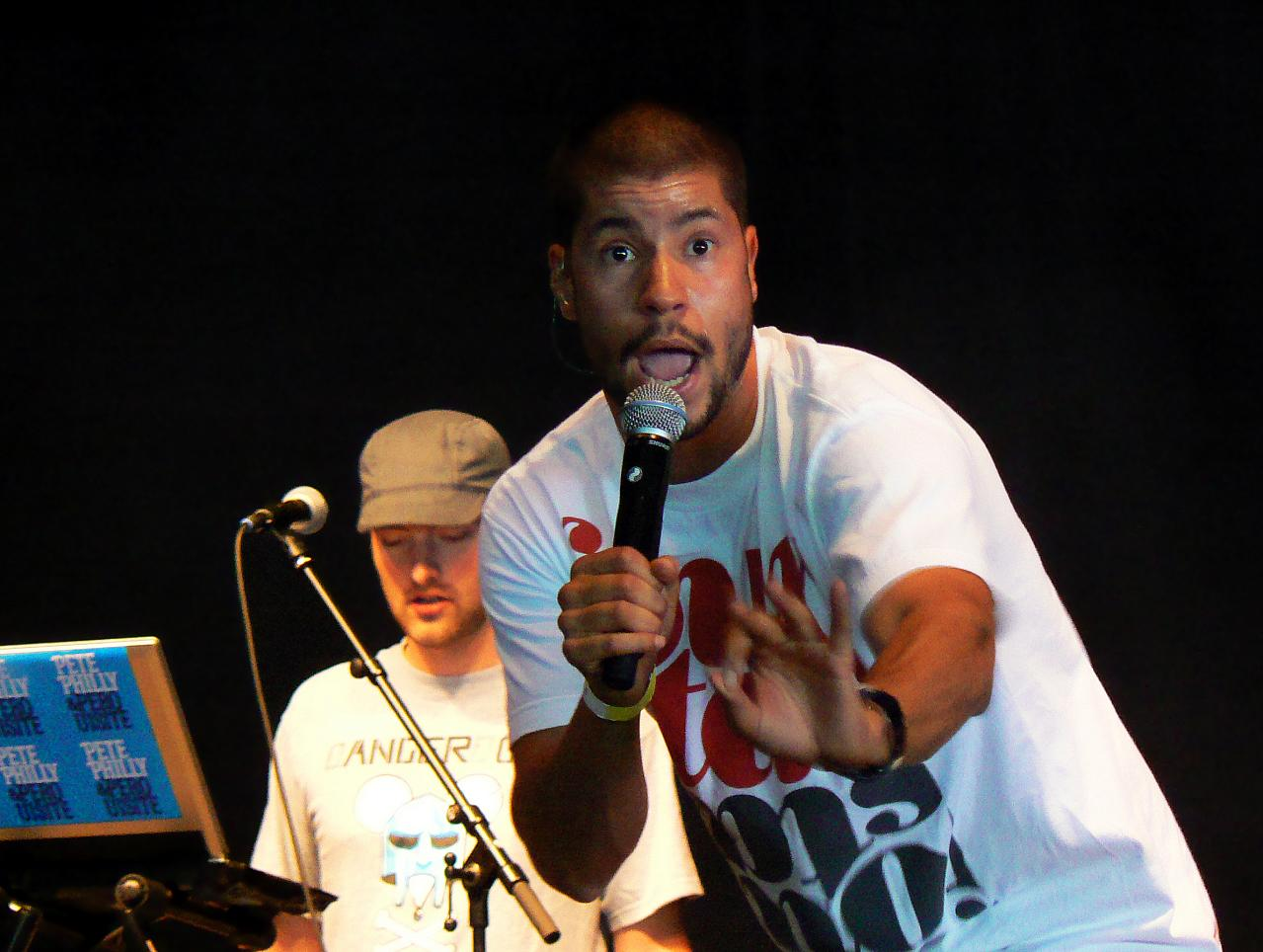
Pete Philly & Perquisite

Pete Philly & Perquisite két zenész a holland fővárosból, Amszterdamból. Pete Philip Monzón (Pete Philly) az MC és Peter Perquin (Perquisite), aki csellón játszik és zenéket ír, vagyis ő a duó zenei “agya”. Zenéjükre legjellemzőbb a hiphop, amit fűszereznek egy kis jazz-zel, broken beat-tel és soul-lal. Közismertek energikus élő előadásaikról. Az együttest gyakran kiegészíti DJ PCM (Misha van der Winkel), Remco Keijzer szaxofonon és fuvolán és Kasper Kalf nagybőgőn. Néha Pete barátnője, Senna Gourdou kijön a színpadra és együtt éneklik a Mellow című számot.
Mindkettőjüknek volt zenei karrierje mielőtt találkoztak 2002 őszén. Elhatározták, hogy összeállnak és 2003-ban előrukkoltak a The Mindstate EP-vel. Az EP-t a kritikusok is elismerték, ami arra ösztökélte őket, hogy elkészítsenek egy teljes albumot. Mindegyik szám lelkiállapotukat tükrözi, így a cím Mindstate lett. A várva várt album összesen tizennyolc hónap alatt készült el, olyan közreműködőkkel, mint az ismert amerikai rapper, Talib Kweli, Hollandiából pedig: az együttes jóbarátja, Cee-M (The Proov) és az énekesnő Senna Gourdou. A kritika az egyik legjobb holland albumnak véli a debütáló albumukat, de az eladások száma nem volt jelentős, a kritikusok szerint azért, mert túl jó Hollandiának (hollandul: "onnederlands goed"). A páros szilárd rajongótáborra tett szert Európában, a USA-ban és Dél-Afrikában. Sikereik nőttön nőttek, köszönhetően a fellépéseiknek és néhány slágerüknek, mint pl.: Mellow, Grateful.

## Albumok
| Album borító | Album információ                                                                                                   |
| ------------ | --- |
|              | Mindstate - Megjelent: 2005. április 18. - Számok: "Insomnia", "Grateful", "Amazed", "Mellow" (with Senna Gourdou) |
|              | Mistery Repeats - Megjelent: 2007. szeptember 7. - Számok: "Time Flies"                                            |

## Külső hivatkozások
- Hivatalos weboldal: ourmindstate.com
- Pete Philly & Pequisite Myspace
- Pete Philly & Perquisite at 3voor12 (live tracks)[halott link]
- Grateful – videóklip